# 大隻佬的掛點清單
〈大隻佬的掛點清單〉（英語：Billy's Bucket List）是《探險活寶》第五季的第52集。在卡通頻道2014年3月17日播出。本集以阿寶和老皮為主角。在這一集裡，阿寶發現大隻佬的掛點清單，並決定完成他未做完的項目，向英雄致敬。完成包括讓大隻佬的前女友星月最後一次騎摩托車和征服海洋的恐懼後的項目之後，幽靈大隻佬在阿寶面前出現，告訴他阿寶的親生父親依然活著。